# No! Mamma, no!/Make Up, Make Up, Make Up
No! Mamma, no!/Make, up, make up, make up! è il secondo singolo di Renato Zero uscito nel 1973.

## Il disco
Questo disco uscito nel 1973, dopo 6 anni dal primo singolo Non basta sai/In mezzo ai guai, è un 45 giri promozionale contenente due brani dell'album No! Mamma, no! (ovvero l'omonima canzone e Make up, make up, make up!). È un disco stampato in edizione limitata e la sua copertina è quella dell'RCA Italiana edizione standard forata.

### Tracce
1. No! Mamma, no! – 3:48 (testo: Renato Zero e Angelo Filistrucchi – musica: Renato Zero) – Live
2. Make up, make up, make up! – 2:40 (testo: Renato Zero e Angelo Filistrucchi – musica: Renato Zero e Roberto Conrado) – Live